# Bassoul (Senegal)
Bassoul ist eine Gemeinde (commune) im Département Foundiougne der Region Fatick, gelegen im zentralen Westen Senegals. Sie besteht aus dem namensgebenden Hauptort (chef-lieu) sowie weiteren Dörfern (villages) und Weilern (hameaux).

## Geographische Lage
Die Gemeinde Bassoul liegt im Westen des Départements und im UNESCO-Welterbe Saloum-Delta. Das Gemeindegebiet nimmt den südöstlichen Teil der Inselgruppe Îles du Gandoul ein und wird von dem bis zu 2500 Meter breiten Diombos im Süden begrenzt und schließt die beiden großen, vom Diombos umströmten Inseln Poutaké und Gouk mit ein. Die Nordgrenze folgt einer Kette von Bolongs, die durch ein amphibisches Mangrovengebiet im Rhythmus der Gezeitenströmung mäandrieren. Die Westgrenze verläuft nicht nur im Wasser, sondern teilweise auch über eine langgezogene Insel. Das Gemeindegebiet hat einschließlich der Wasserflächen eine Größe von 177,90 km². Benachbarte Kommunen sind im Uhrzeigersinn Djirnda und Djilor im Norden, Toubacouta im Südosten sowie im Westen Dionewar.
Der Hauptort Bassoul liegt im Zentrum der Inselgruppe zwischen dem Saloum-Hauptarm im Norden und dem Diombos im Süden, etwa sieben Kilometer von beiden entfernt, auf einer etwa 1,20 km² großen Insel, von anderen Inseln des Gemeindegebiets durch Mangrovenwald und Bolongs getrennt. Der Hauptort liegt 26 Kilometer südwestlich der Départementspräfektur Foundiougne und 125 Kilometer südöstlich von Dakar. Auch die anderen fünf Dörfer der Gemeinde liegen im Zentrum der Inselgruppe, westlich des Hauptortes. Der Süden und Osten des Gemeindegebiets ist frei von Siedlungen.

## Geschichte
Das Dorf Bassoul war seit 1972 Hauptort einer Landgemeinde (communauté rurale) und die erhielt 2014, wie in Senegal alle communautés rurales, den landesweit einheitlichen Status einer Gemeinde (commune).

## Bevölkerung
Die letzten Volkszählungen ergaben jeweils folgende Einwohnerzahlen:
| Jahr | Einwohner |
| ---- | --------- |
| 1988 | 6.037     |
| 2002 | 8.290     |
| 2013 | 8.947     |
| 2023 | 11.946    |

Nach dem Zensus 1988 umfasste die Landgemeinde Bassoul fünf Dörfer. Der Hauptort Bassoul hatte damals 2753 Einwohner und lag damit nach Einwohnerzahl in der Landgemeinde an erster Stelle vor dem benachbarten Bassar (1243 Einwohner). Diogane, Siwo und Thialane hatten jeweils weniger als 1000 Einwohner.

## Verkehr und Infrastruktur
Bassoul liegt abseits des Netzes der Nationalstraßen. Sowohl die Gemeinde Bassoul im Ganzen als auch die Dörfer der Gemeinde untereinander sind grundsätzlich nur auf dem Wasserweg erreichbar. Von Bassoul aus hat man Weg und Steg geschaffen, um das Nachbardorf Bassar wenigstens bei Ebbe auf dem Landweg erreichen zu können. Als die wichtigsten Verkehrsmittel sind am Hauptort aus der Satellitenperspektive rund 140 am Ufer oder in Ufernähe liegende größere und kleinere Pirogen zählbar, die den Personen- und Warenverkehr des Ortes bewältigen und nicht zuletzt dem Fischfang und der Gewinnung von Meeresfrüchten dienen. Zwei 100 bzw. 140 Meter lange Piers wurden bis ans Fahrwasser der angrenzenden kleinen Bolongs gebaut, um auch größeren Wasserfahrzeugen das Anlanden zu ermöglichen. Der Bôlon de Diogane quert das Gemeindegebiet in Nord-Süd-Richtung als Verbindung zwischen dem Saloum-Hauptarm und dem Diombos. Während Bassoul und Bassar östlich von ihm liegen, befinden sich Diogane, Siwo und Thialane westlich von ihm.
Neben Landwirtschaft und Fischerei ist der Tourismus durch die Lage im UNESCO-Welterbe Saloum-Delta mit seinen Natur- und Kulturschätzen wirtschaftlich von Bedeutung.